# Mireille Vallette
Mireille Vallette, née en 1950 à Genève est une blogueuse, journaliste et essayiste franco-suisse. Elle milite pour la démocratie et le maintien d’une société séculière, menacée selon elle par l'expansion de l'islam.

## Biographie

### Origines, formation et engagement politique
Mireille Vallette est née en 1950 à Genève. Elle est binationale franco-suisse,.
Elle y fait des études de sociologie. Dans les années 1970, elle s'engage dans les mouvements liés à Mai 68, en particulier le féminisme. Elle est membre du Parti socialiste jusqu'en 2012.

### Parcours professionnel
Mireille Vallette travaille d'abord à l’École d’architecture du canton, puis participe à la création d’un petit journal d’extrême gauche, Tout va bien Hebdo, où elle suit une formation de journaliste. Elle travaille durant 11 ans à la Tribune de Genève,.
En 1995, elle devient responsable d'un dispositif de réinsertion pour chômeurs, l'Atelier Signature,.
En 2007, elle est chargée de communication de l'Hospice général (service social du canton de Genève).

### Publications
Son premier livre, Islamophobie ou légitime défiance ?, qui paraît en 2009, est en grande partie consacré à la critique féministe. Elle analyse aussi les propos des imams et porte-paroles musulmans de Suisse, qu'elle accuse de double langage. La critique de Tariq et Hani Ramadan est très présente dans cet ouvrage. Le Matin dimanche observe : « Le constat de Mireille Vallette est implacable, minutieux, documenté. ». Son approche est citée dans le livre de plusieurs chercheurs, Musulmans d'aujourd'hui : identités plurielles en Suisse, paru la même année.
Le Temps publie un débat entre l’auteur et une autre féministe, Patricia Roux, qui refuse de faire du sexisme un problème spécifique à l’islam et considère que « limiter la critique du fondamentalisme, ou de l’intégrisme à l’islam, c’est faire preuve d’un biais raciste. ». Islamophobie ou légitime défiance ? paraît quelques mois avant la votation sur l'initiative populaire « Contre la construction de minarets ». Durant la campagne et après l'acceptation de l'interdiction (le 29 novembre), l'avis de l'auteur est cité ou sollicité dans des médias suisses et étrangers,,,,,.
Dans son deuxième livre, Boulevard de l’islamisme, paru en 2012 aux éditions Xénia dirigées par Slobodan Despot, elle choisit de nombreux exemples (faits divers, épisodes révélateurs) destinés à montrer la progression du radicalisme prosélyte et rétrograde en Europe. Elle cite aussi des enquêtes, reportages, rapports des services de renseignement européens qui mettent en garde contre cette progression,,. Selon Alexis Favre dans Le Temps, « cette socialiste féministe pousse un cri qui ne manquera pas d’être entendu : l’essor du radicalisme musulman en Occident menace nos démocraties, et ceux qui s’en inquiètent sont empêchés de s’exprimer par une bien-pensance qui bâillonne le débat public. ». L'auteur et metteur en scène Dominique Ziegler écrit dans Le Courrier : « Ainsi, il y a trois semaines, sur une page entière du Matin Dimanche, une autoproclamée ‹féministe socialiste› assénait sa haine de l'islam et assumait sa proximité idéologique avec le vice-président de l'UDC Oskar Freysinger ».
En 2017 paraît son troisième ouvrage, Le radicalisme dans les mosquées suisses.

### Critique de l'islam
Mireille Vallette incarne selon le quotidien romand Le Temps en 2012 « une ligne dure de la critique de l'islam ». Le même quotidien la situe à la fin 2015, dans une page consacrée à la « droite pamphlétaire », parmi « les journalistes de la droite conservatrice » qui ont pour « thèmes de prédilection l'immigration, la souveraineté nationale, l'identité ou le patriotisme ».
Depuis 2013, elle anime le blog Boulevard de l’islamisme, hébergé par le quotidien romand Tribune de Genève.
En janvier 2013, invitée sur le plateau de l'émission Faut pas croire, elle débat avec Bashkim Iseni, chercheur au Forum Suisse pour l'étude des migrations, sur l'intégration des musulmans des Balkans.
Elle est l'initiatrice et la première présidente de l'Association suisse vigilance islam (ASVI), créée en juin 2015. En réaction, l'écrivain et éditeur genevois Matthieu Mégevand évoque cinq jours plus tard une « obsession islamophobe » de Mireille Vallette. Il considère que l'association qu'elle préside « stigmatise » et « insulte une minorité religieuse ». Il déclare voir une proximité avec l'extrême-droite.
En 2018, l’association prend position pour la loi genevoise sur la laïcité de l’État et s’oppose à la venue en Suisse romande du rappeur Médine. En 2019, elle proteste contre la teneur d’un colloque organisé par des étudiants de la Haute école de travail social de Genève en faveur de l’ouverture de l’action sociale au fait religieux.
En décembre 2020, le conseiller national UDC Piero Marchesi demande au Conseil fédéral si « les questions et accusations formulées par Mireille Vallette » dans un dossier consacré au Centre suisse islam et société sont fondées. En juin 2021, il dépose un postulat, cosigné par huit autres conseillers nationaux, chargeant le Conseil fédéral de présenter un rapport sur les activités du centre, postulat adopté par le Conseil national en octobre 2021. Le rapport, publié le 28 août 2023 et pour lequel Mireille Vallette est auditionnée, ne valide pas les critiques,.

## Distinction
- 1995 : prix romand du journalisme local de la Berner Zeitung[34], pour ses enquêtes sur le pouvoir administratif[35].

## Ouvrages
- Islamophobie ou légitime défiance, Égalité des sexes et démocratie : les Suisses face à l’intégrisme islamique (préf. Charles Poncet), Lausanne, Favre, 2009 (ISBN 978-2-8289-1078-5)
- Boulevard de l’islamisme. L’essor du radicalisme islamique en Europe illustré par l’exemple, Xénia, 2012  (ISBN 978-2-88892-165-3)[36]
- Le radicalisme dans les mosquées suisses. Islamisation, djihad culturel et concessions sans fin, Xénia, 2017  (ISBN 978-2-88892-210-0)